# Manoir de Saint-Gurval
Le manoir de Saint-Gurval est un édifice situé à Guer en France.

## Localisation
Le manoir est situé sur le territoire de la commune de Guer, au lieu-dit les Vaux, dans le département du Morbihan en région Bretagne.

## Description
Le manoir date du XXe siècle. Édifice à un étage carré, étage de comble. Toiture à longs pans recouverte d'ardoises, pignon couvert. Escalier demi-hors-œuvre.

## Historique
Le manoir est inscrit à l'inventaire général du patrimoine culturel.